# Here We Go Again (canção de Demi Lovato)
"Here We Go Again" é uma canção gravada por Demi Lovato e contida no seu segundo álbum de estúdio de mesmo título lançado em 2009. Composta por Mher Filian, Isaac Hasson e Lindy Robbins, com produção de SuperSpy, é uma faixa de música pop sobre estar em um relacionamento com uma pessoa indecisa, cantando que algo sobre ela é viciante. Foi distribuída como o primeiro single do disco em 17 de junho de 2009 através da Rádio Disney e seis dias depois por download digital.
A música atingiu a décima quinta posição na tabela musical principal de composições dos Estados Unidos. Obteve críticas positivas e mistas, com algumas notando a transmissão otimista de Lovato e outras fazendo comparações à cantora Kelly Clarkson. Seu vídeo acompanhante foi dirigido por The Malloys e filmado no início de junho de 2009 em Los Angeles, Califórnia. A obra foi apresentada durante várias ocasiões e incluída no repertório de todas as turnês de Demi desde o início de sua carreira até a A Special Night with Demi Lovato, de 2011. A faixa também foi incluída no jogo Guitar Hero 5 como conteúdo disponível para download no pacote Band Hero 1 Track Pack, juntamente com "Falling Down" e "7 Things", de Selena Gomez & the Scene e Miley Cyrus, respectivamente.

## Composição
"Here We Go Again" foi composta por Mher Filian, Isaac Hanon e Lindy Robbins. A letra da canção possui Lovato em uma relação com uma pessoa indecisa, cantando que algo sobre ela é viciante, o que é exemplificado nos versos "Como você chegou até aqui debaixo da minha pele? / Jurei que nunca iria deixar você voltar". De acordo com a partitura publicada pela Sony/ATV Music Publishing, a faixa foi composta em uma clave de fá maior, com 144 batidas por minuto e o vocal de Demi varia entre as notas F3 e A5.

## Recepção da crítica
"Here We Go Again" foi avaliada com críticas positivas e mistas. A página virtual Disney Dreaming relatou que "adorou" a canção por ela ser "forte e otimista". Na página Allmusic, Stephen Thomas Erlewine, em sua resenha do álbum Here We Go Again, recomendou a faixa por "combinar idealmente com a energia e espírito adolescente da artista, enquanto permanecem as qualidades mais apeladoras dela". Jeff Miers, redator do The Buffalo News, escreveu que "Here We Go Again" é "segura e bastante previsível, mas também incrivelmente cativante". Shaun Kitchener, do portal britânico Trash Lounge,  a descreveu como uma canção que "se encaixa bem na rádio e não traz inovações, mas é agradável o suficiente para ser repetida", afirmando que a composição é uma versão "mais fofa" de "Since U Been Gone", de Kelly Clarkson. Cody Millers, do PopMatters, fez uma comparação semelhante, dizendo que Lovato "gostaria de ser como Clarkson", comparando "Here We Go Again" com a canção da artista mencionada anteriormente.

## Vídeo musical
O vídeo da canção foi gravado no início de junho de 2009 e lançado no 29 de julho seguinte através do canal da Hollywood Records no serviço Vevo, tendo como diretores os The Malloys. Na gravação, Lovato é vista em um concerto, enquanto seu interesse amoroso, com quem brigou, está na plateia da apresentação. A obra se inicia com Demi em seu camarim, rasgando uma foto de seu namorado, e depois saindo para fazer o seu evento. No desenrolar da história, ele desloca-se para este local, onde a artista está. Quando ela volta para seu quarto, ele a está esperando com uma rosa, que simboliza o retorno do relacionamento dos dois.

## Apresentações ao vivo
Lovato esteve em vários programas de televisão apresentando a canção em forma de divulgação do álbum Here We Go Again. A primeira foi feita antes do lançamento do disco, no The Tonight Show with Conan O'Brien. Seis dias depois, e com o trabalho já lançado, a artista executou "Here We Go Again" no Good Morning America, juntamente com "Catch Me", interpretando mais tarde somente a primeira no Late Night with Jimmy Fallon e no The View, na mesma data. A faixa também foi adicionada no repertório das turnês Summer Tour 2009, South American Tour 2010 e A Special Night with Demi Lovato (2011) — em uma sessão com "Get Back" e  "La La Land". As duas primeiras digressões foram realizadas para divulgação dos dois primeiros discos da cantora e a última do terceiro Unbroken.

## Faixas e versões
"Here We Go Again" foi lançada somente através de download digital em lojas como Amazon.com e iTunes. Na edição japonesa de Here We Go Again, foi incluído um remix da faixa produzido por Sunset In Ibiza.
| Download digital |                    |                                          |         |  |
| N.º              | Título             | Compositor(es)                           | Duração |  |
| 1.               | "Here We Go Again" | Mher Filian, Isaac Hasson, Lindy Robbins | 3:45    |  |

## Créditos de elaboração
Lista-se abaixo todos os profissionais envolvidos na elaboração de "Here We Go Again", de acordo o encarte de Here We Go Again.
- Composição - Mher Filian, Isaac Hasson, Lindy Robbins
- Produção - SuperSpy
- Vocais - Demi Lovato

## Desempenho nas tabelas musicais
"Here We Go Again" fez a sua estreia nas tabelas musicais nos Estados Unidos através da Billboard Hot 100 na quinquagésima primeira posição, tendo pico de número quinze nesta lista. Seu melhor desempenho foi na Digital Songs, da Billboard, no sexto lugar. Apesar de não ter sido certificado pela RIAA, o single havia vendido 816 mil cópias nos Estados Unidos em novembro de 2012. A faixa também entrou na parada da Recording Industry Association of New Zealand, na Nova Zelândia, no trigésimo oitavo posto, além de obter participação na compilação canadense Canadian Hot 100, na sexagésima primeira colocação.
Em 27 de março de 2014, a composição foi certificada como disco de platina pela Recording Industry Association of America (RIAA).
| Tabela (2009)                      | Melhor posição |
| ---------------------------------- | -------------- |
| Estados Unidos (Billboard Hot 100) | 15             |
| Canadá (Canadian Hot 100)          | 61             |
| Nova Zelândia (RIANZ)              | 38             |

| Região (Certificador) | Certificação | Vendas     |
| --------------------- | ------------ | ---------- |
| Estados Unidos (RIAA) | Platina      | 1.000.000+ |